# エウリュバテース
エウリュバテース（古希: Εὐρυβάτης, Eurybatēs）は、ギリシア神話の人物である。長母音を省略してエウリュバテスとも表記される。主に、
- アルゴナウタイの1人
- アガメムノーンの伝令使
- オデュッセウスの伝令使

が知られている。以下に説明する。

## テレオーンの子
このエウリュバテースは、テレオーンの子である。アルゴナウタイの1人。アルゴー船がリビュアーにたどり着いた際に、羊飼いのケパリオーン（トリートーン湖のニュムペーとアムピテミスの子）の家畜を仲間の英雄カントスとと荒らしたため、ケパリオーンに殺された。

## アガメムノーンの伝令使
このエウリュバテースは、タルテュビオスと並んでミュケーナイの王アガメムノーンの伝令使である。トロイア戦争では、エウリュバテースはタルテュビオスと共にアキレウスの陣営にブリーセーイスを引き取りに行った。

## オデュッセウスの伝令使
このエウリュバテースは、イタケー島の王オデュッセウスの伝令使である。オデュッセウスと大アイアース、老将ポイニクスがアキレウスの説得に向かったとき、伝令使のエウリュバテースもオディオスと共に同行した。イタケー島に帰国し、変装して正体を隠したオデュッセウス自身が妻のペーネロペーに語った言葉によると、エウリュバテースはオデュッセウスよりも少し年上で、肌の色は黒く、縮れ毛で、オデュッセウスとは気が合うため大事にされたという。